# Borstpannor
Borstpannor (Merulaxis) är ett litet fågelsläkte i familjen tapakuler inom ordningen tättingar. Släktet omfattar endast två arter, varav en akut hotad, som förekommer i södra och sydöstra Brasilien:
- Svart borstpanna (M. ater)
- Bahiaborstpanna (M. stresemanni)